# Sylviane Telliez
Sylviane »Sylvie« Telliez (dekliški priimek Marotel), francoska atletinja, * 30. oktober 1942, Épinay-sur-Seine, Francija.
Nastopila je na poletnih olimpijskih igrah v letih 1968, 1972 in 1976, leta 1968 je dosegla osmo mesto v štafeti 4x100 m, v teku na 100 m se je dvakrat uvrstila v četrtfinale, v teku na 200 m pa v polfinale leta 1972. Na evropskih dvoranskih prvenstvih je osvojila naslov prvakinje leta 1968 ter tri srebrne in dve bronasti medalji v teku na 50 in 60 m ter zlati medalji v štafeti 4×195 m leta 1969 in mešani štafeti leta 1970. 